# كاكي

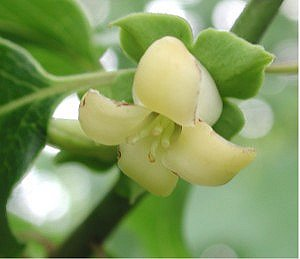
زهرة الكاكي

الكاكي أو فاكهة الخرمة أو الخرمال الكاكي (الاسم العلمي: Diospyros kaki) هو نوع من النباتات يتبع جنس الخرمال من الفصيلة الأبنوسية. موطنه شرق آسيا وخاصة الصين وروسيا وهو يزرع اليوم في كثير من مناطق العالم بما فيها بلاد الشام وتركيا. يتميز بمذاقه الفريد، تشبه ثماره البندورة لكن لونه البرتقالي مختلف عنها. في بداية الربيع تورق اشجار الكاكي وتتفتح ازهاره في أول شهر مارس/ آذار حتى تنضج بين سبتمبر / أيلول وأكتوبر/تشرين الأول. تتميز شجرة الكاكي بمقاومتها للأمراض، وتلون أوراقها باللون البرتقالي والأحمر بداية الخريف قبل أن تتساقط في الشتاء.
كما يدعى في بعض مناطق بلاد الشام وخصوصا في دمشق ب درابزين خرمسي وهي تسمية منحولة من التسمية التركية "Trabzon hurması" والتي تعني «تمر طرابزون» وهي محافظة تركية.